# الوقت النوعي
الوقت النوعي (أو "الوقت القيّم")هو مصطلح اجتماعي يشير إلى التفاعل الاستباقي بين الأفراد، يُخصص لإيلاء الانتباه الكامل، عادة للتعبير عن الحب أو تحقيق هدف مشترك.
أحيانًا يُختصر بالحرفين "QT"، وهو إشارة غير رسمية إلى الوقت الذي يُقضى مع العائلة المقرَّبة، أو الشركاء، أو الأصدقاء والذي يكون بطريقة ما مهمًّا، أو مميَّزًا، أو مثمرًا، أو مربحًا لأحد الأطراف أو للجميع. يمكن أن تشمل أمثلة الوقت النوعي المحادثات، حل الألغاز، التعاون في المشاريع، والتحدُّث أثناء الرحلات والجولات الترفيهيّة. قد يشير أيضًا إلى الاستخدام الفعّال للوقت في السياقات التعليمية، أو الوقت الذي يقضيه المرء بمفرده أثناء القيام بنشاط مفضل (أي العناية الذاتية بالنفس).
في كتابه الذي صدر عام 1992، اقترح القس المعمداني ومستشار العلاقات غاري تشابمان أن الوقت النوعي هو إحدى "لغات الحب الخمس" التي يستخدمها (بشكلٍ أكثر أو أقل، حسب التفضيل) الأفراد للتعبير عن الحب والامتنان تجاه الآخرين.

## تاريخ المصطلح
بدأ استخدام اصطلاح "الوقت النوعي" كعبارة اسمية في السبعينيات. وظهر هذا الاصطلاح لأوَّل مرَّة بشكل موثّق في المطبوعات في صحيفة أنابوليس "The Capital" في يناير 1973، في مقال بعنوان "كيف تكون محررًا":
قالت السيدة بيرتون إن الهدف الرئيسي من كل تغيير في الدور هو منح المرأة وقتًا لنفسها. وأضافت: "من حق المرأة ومسؤوليتها أن تحقق ذاتها". وتمنح "الوقت النوعي" بدلاً من "الوقت الكمي" لكل مهمة، سواء كانت كتابة، أو تنظيف المنزل، أو رعاية الأطفال.
في سياق التعليم العام، بدأت اللجنة الوطنية للتميُّز في التَّعليم باستخدام هذه العبارة حوالي عام 1983. تم وصف "الوقت النوعي" في رسالة عام 1983 من مدير مدرسة هامبتون الثانوية إلى وزير التعليم الأمريكي تيريل بيل. كتب المدير شولتز: "سيتم تعزيز الوقت النوعي من خلال تقليص الوقت الذي يقضيه المعلمون في الانضباط والواجبات الإدارية"، وبالتالي "تحرير المعلمين للقيام بما يجيدون...وهو التدريس".
مع حلول عام 1985، أصبح التعبير شائعًا في الكتب المتعلقة بتربية الأطفال، وأنماط التربية. تشمل الأمثلة دليل الآباء إلى الوقت النوعي مع الأطفال في مرحلة ما قبل المدرسة (1984)، وتقويم الوقت النوعي: مصدرًا للأفكار والأنشطة للآباء والأطفال (1986)، ونصائح للوالدين: الوقت النوعي مع الأطفال (1986).
عرف كتاب غاري تشابمان الذي صدر عام 1992 بعنوان "لغات الحب الخمس" وأشهر استخدام معاصر لهذا المصطلح.
"الوقت النوعي" هو أيضًا عنوان رواية خيالية (من المحتمل أن تكون رومانسية) للكاتبة البريطانية نورما كيرتس لعام 1996.
تم ذكر كتاب "الوقت أعمى" (The Time Bind) الصادر في 1997 في ميزة متعددة الصفحات من مجلة Newsweek حول "أسطورة الوقت النوعي". في نفس العدد من "نيوزويك" (Newsweek) كانت هناك مراجعة كاملة الصفحة لكتاب آخر صدر في 1997، "وقتٌ للحياة" (Time for Life)، الذي يبرز أن معظم الناس لديهم "قدرة معيبة على فصل الإدراك الخاطئ لاستخدام الوقت عن الواقع". تظهر أبحاث المؤلف روبنسون المعتمدة على يومياته أن 15 ساعة أسبوعيًا من "الوقت الحر" (أكبر فئة من الوقت المستخدم) تُخصص لمشاهدة التلفاز.